# 並松町 (堺市)
並松町（なみまつちょう）は、大阪府堺市堺区にある町名。丁を持たない単独町名である。住居表示は未実施。

## 地理
堺区の北端に位置する。町域は大和川に架かる大和橋から土居川の埋立区間に架かっていた北之橋跡までの紀州街道沿いで、東は七道東町、南は北半町東、北半町西、西は七道西町、北は大和川を挟んで大阪市住之江区に接する。

### 河川
- 大和川
  - 大和橋

## 歴史
堺市街を取り囲む環濠の外だったこともあり、当初は摂津国住吉郡七道村の一部だったが、文政年間に並松町として堺市街に編入された。町名は寛永年間に街道の両側に松の木が植えられて以来「並松」や「松中」と通称されていたことによる。ちなみに、現在の七道東町は「松東」、七道西町は「松西」と通称されていた。
当町の堺市街編入によって七道村の大和川以南は東西に分断されることになった。1871年（明治4年）の摂泉国境変更によって七道村の大和川以南は和泉国大鳥郡へ転属となり、1887年（明治20年）頃に江戸時代から続く東西分断による支障を解消するため当町への編入を願い出たが実現しなかった。大鳥郡七道村は1889年（明治22年）の町村制施行により大鳥郡向井村大字七道となったが、東西分断による支障を解消するため、1894年（明治27年）に向井村の他の大字に先がけて大字七道が堺市へ編入された。

## 世帯数と人口
2024年（令和6年）3月31日現在の世帯数と人口は以下の通りである。
| 町名   | 世帯数 | 人口  |
| ------ | ------ | ----- |
| 並松町 | 90世帯 | 133人 |

### 人口の変遷
国勢調査による人口の推移。
| 1995年（平成7年）  | 246人 | [ 6 ]  |  |
| 2000年（平成12年） | 230人 | [ 7 ]  |  |
| 2005年（平成17年） | 221人 | [ 8 ]  |  |
| 2010年（平成22年） | 164人 | [ 9 ]  |  |
| 2015年（平成27年） | 206人 | [ 10 ] |  |
| 2020年（令和2年）  | 224人 | [ 11 ] |  |

### 世帯数の変遷
国勢調査による世帯数の推移。
| 1995年（平成7年）  | 102世帯 | [ 6 ]  |  |
| 2000年（平成12年） | 101世帯 | [ 7 ]  |  |
| 2005年（平成17年） | 87世帯  | [ 8 ]  |  |
| 2010年（平成22年） | 95世帯  | [ 9 ]  |  |
| 2015年（平成27年） | 104世帯 | [ 10 ] |  |
| 2020年（令和2年）  | 122世帯 | [ 11 ] |  |

## 学区
市立小・中学校に通う場合、学区は以下の通りとなる。
| 町名   | 番地 | 小学校           | 中学校           |
| ------ | ---- | ---------------- | ---------------- |
| 並松町 | 全域 | 堺市立錦西小学校 | 堺市立月州中学校 |

## 事業所
2021年（令和3年）現在の経済センサス調査による事業所数と従業員数は以下の通りである。
| 町名   | 事業所数 | 従業員数 |
| ------ | -------- | -------- |
| 並松町 | 10事業所 | 38人     |

## 施設
- 大和橋
- 風間寺 - 大坂の陣後、「元和の町割」と呼ばれる復興事業において地割奉行を担当した風間六右衛門ゆかりの寺院

## 郵便
- 郵便番号：591-0912[3]（集配局：堺金岡郵便局[14]）。

## ギャラリー

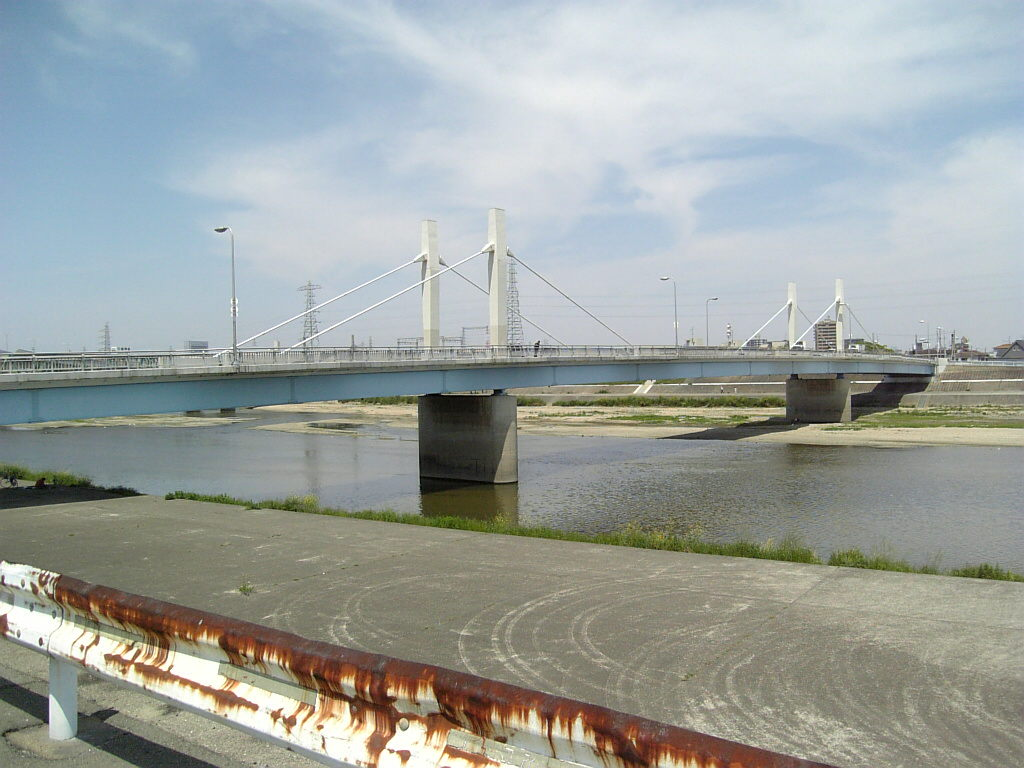
大和橋